# Frans De Coster
Frans De Coster (* 7. Februar 1922; † 31. Juli 2014) war ein belgischer Radrennfahrer und nationaler Meister im Radsport.

## Sportliche Laufbahn
1948 wurde er nationaler Meister im Querfeldeinrennen vor Odiel Van Den Meerschaut. Der Sieg bei Brüssel–Bost 1948 war sein bedeutendster Erfolg im Straßenradsport. Er startete als Berufsfahrer, konnte aber keine größeren Erfolge erzielen.